# Nevena Božović
Nevena Božović (srbsky Невена Божовић; * 15. června 1994, Kosovska Mitrovica, Svazová republika Jugoslávie) je srbská zpěvačka.
Reprezentovala Srbsko na Eurovizi 2013 ve švédském Malmö s písní Ljubav je svuda (Љубав је свуда), spolu s Mirnou Radulović a Sarou Jovanović. Je vůbec první zpěvačkou, která vystupovala jak v soutěži Junior Eurovision Song Contest, tak i v Eurovision Song Contest.

## Mládí
Narodila se i dokončila školu v jejím rodném městě – Kosovské Mitrovici. V současnosti studuje hudbu na univerzitě umění v Bělehradě.

## Hudební kariéra
V roce 2007 se účastnila srbského národního výběru Izbor za dečju pesmu Evrovizije pro Junior Eurovision Song Contest s písní Piši mi. Ve finále dostala nejvíce hlasů a reprezentovala Srbsko v nizozemském Rotterdamu. Dne 8. prosince se umístila na 3. místě s počtem 120 bodů a zasloužila se o nejlepší výsledek Srbska v soutěži.
V roce 2009, krátce po malé přestávce se rozhodla pro comeback a zúčastnila festivalu Sunčane Skale s písní Ti (Ty).
V roce 2012 se sama přihlásila k účasti pro srbskou verzi Hlasu. Po třech měsících živých vystoupení se kvalifikovala pro účast ve finále, kde se umístila na druhém místě za Mirnou Radulović.
V roce se 2013 spolu s Mirnou a Sarou (všechny 3 byli účastnice soutěže Prvi Glas Srbije) se zúčastnila národního kola pro Eurovision Song Contest – Beosongu 2013 s písní Ljubav je Svuda (Љубав је свуда), česky Láska je všude. Trio soutěž vyhrálo s počtem 25,959 hlasů a reprezentovali Srbsko na Eurovision Song Contest 2013 ve švédském Malmö v 1. semifinále. Stejného roku v červenci prezentovala nový singl nazvaný "Pogledaj me" (Podívej se na mě).

## Prvi glas Srbije (Први глас Србије)
V letech 2012–2013 se Nevena účastnila soutěže Prvi glas Srbije (Први глас Србије). Skončila na 2. místě a při živých vystoupeních zazpívala písně:
- 1. večer: Jelena Tomašević (Јелена Томашевић) — Јутро

- 2. večer: Emeli Sandé — Next to me

- 3. večer: Gordana Lazerević (Гордана Лазаревић) — Видовдан

- 4. večer: Зајди, зајди (makedonská národní píseň)

- 5. večer: Britney Spears — Тоxic

- 6. večer: Loreen — Euphoria

- 7. večer: Biljana Krstić (Биљана Крстић) — Пуче пушка | Whitney Houston — Because of You

- 8. večer: Marija Šerifović (Марија Шерифовић) — Када љубиш анђела | Kelly Clarkson — Because of You

- 9. večer: Mariah Carey — Without you | Emina Jahović (Емина Јаховић) — Да могу

- 10. večer (superfinále): Toše Proeski (Тоше Проески) — Игра без граница | Lana Del Rey – Blue jeans | Kaliopi (Калиопи) – Рођени | Bisera Belatanlić (Бисера Велетанлић) — Мило моје

## Festivaly
| Soutěž                              | Píseň                          | Umístění           |
| ----------------------------------- | ------------------------------ | ------------------ |
| Junior Eurovision Song Contest 2007 | Piši mi                        | 3.                 |
| Sunčane skale 2009 (Herceg Novi)    | Ti                             | 1.                 |
| Festival zabavne muzike 2010        | Nije fer                       | 1.                 |
| Verdinote kontest 2010              | Il mio domani                  | 1.                 |
| Beosong 2013                        | Ljubav je svuda                | 1.                 |
| Eurovision Song Contest 2013        | Ljubav je svuda                | 11. (v semifinále) |
| Proleće u Beogradu 2014             | Tačka                          |                    |
| Proleće u Beogradu 2016             | Moja baka                      |                    |
| Proleće u Beogradu 2017             | Đuskaj                         |                    |
| Slovanský bazar 2017 (Vitebsk)      | Hurt (píseň Christiny Agilery) | 3.                 |
| Beovizija 2019                      | Kruna                          | 1.                 |
| Eurovision Song Contest 2019        | Kruna                          | 18.                |

## Diskografie

### Singly
- 2007: Piši mi (Пиши ми)
- 2009: Ti (Ти)
- 2010: Nije fer (Није фер)
- 2013: Ljubav je svuda (Љубав је свуда), jako součást tria Moje 3
- 2013: Pogledaj me (Погледај ме)
- 2014: Znam da noćas gubim te (Знам да ноћас губим те)
- 2014: Tačka (Тачка)
- 2014: Bal (Бал)
- 2015: Trebam tebe (Tребам тебе)
- 2015: Čujem da dolaziš u grad (Чујем да долазиш у град)
- 2016: Siesta (Сиеста)
- 2017: Jasno mi je (Jaсно ми је)
- 2017: Dangerous drug
- 2017: Moja molitva (Моја молитва)
- 2018: What I'm Looking For
- 2019: Prazni snovi (Празни снови)
- 2019: Kruna (Круна)
- 2019: The Crown - Eternal Light
- 2019: Sanjam (Сањам)
- 2020: Nestajem s vetrom (Нестајем с ветром)
- 2020: Ljubav u bojama (Љубав у бојамa)